# Władysławów (Tążewy)
Władysławów – część wsi w Polsce, położona w województwie łódzkim, w powiecie pabianickim, w gminie Dłutów.
W latach 1975–1998 miejscowość administracyjnie należała do województwa piotrkowskiego.